# Félicie de Fauveau

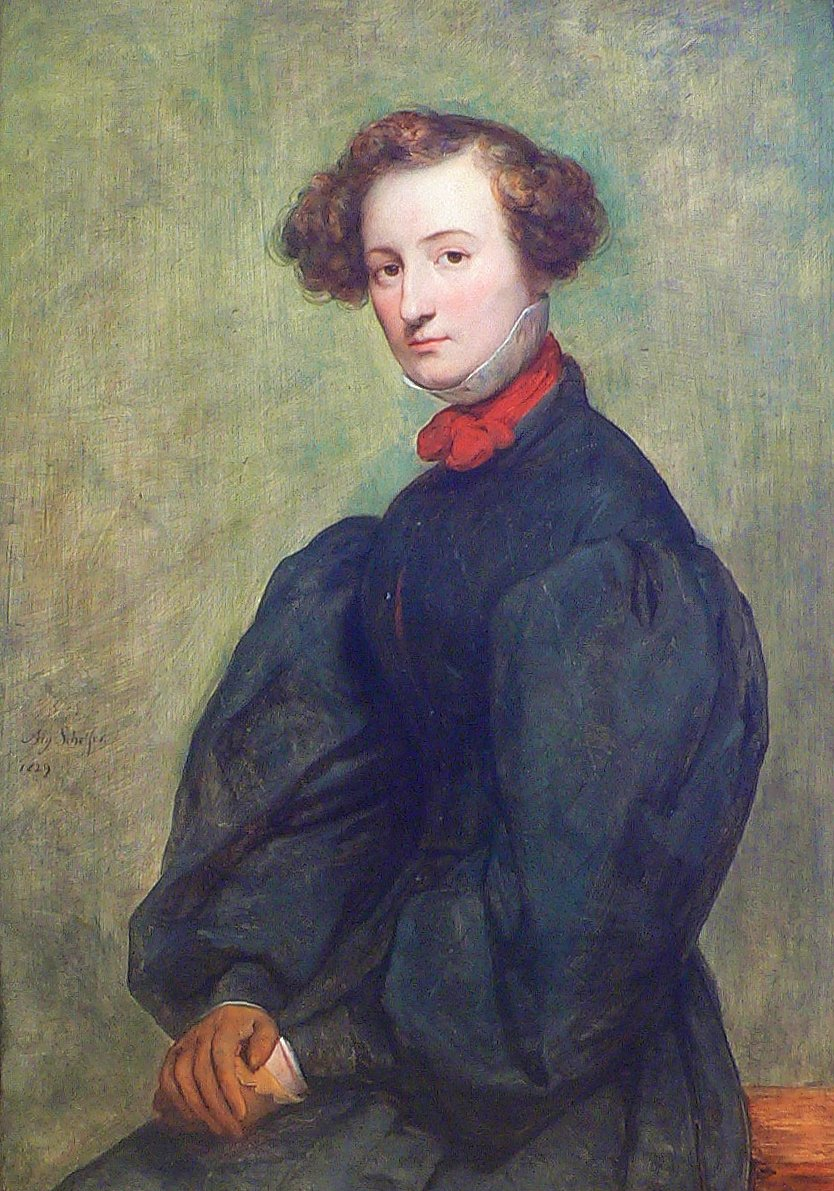
Félicie de Fauveau, 1829, Ary Scheffer (Louvre, Paris)

Félicie de Fauveau (* 24. Januar 1801 in Livorno; † 12. Dezember 1886 in Florenz) war eine französische Bildhauerin.

## Leben
Félicie de Fauveau war die älteste Tochter des bretonischen Bankiers Alexandre de Fauveau, der sich in Italien niedergelassen hatte, und dessen Frau Anne (geborene de La Pierre). Das Paar hatte vier Kinder und kehrte 1814 nach Frankreich zurück. 1824 nahm sie in Paris zunächst Zeichenunterricht bei den Malern Louis Hersent und Claude Guillot nahm, bald jedoch mehr Interesse an der plastischen Gestaltung fand. Da Frauen ein Akademiestudium an der École des Beaux-Arts verwehrt blieb, erlernte sie die Bildhauerei autodidaktisch. Während ihres Selbststudiums holte sie sich gelegentlich Ratschläge bei befreundeten Malern und Bildhauern, zu denen unter anderem Paul Delaroche, Jean-Auguste-Dominique Ingres und Ary Scheffer gehörten. Eine ihrer ersten Arbeiten, Francesca da Rimini, verkaufte sie an die Pariser Galerie Pourtalès. 1829 nahm de Fauveau am Salon de Paris teil, auf dem sie ihre Werke L’Abbé und Christine et Monaldeschi zeigte, durch die sie schließlich in Kunstkreisen bekannt wurde.
Neben ihren Bildhauerarbeiten machte sich de Fauveau auch als „Héroine de la Vendée“ (Heldin der Vendée) einen Namen. In royalistischer Tradition aufgewachsen, beteiligte sie sich als Anhängerin der alten Linie der Bourbonen aktiv am Aufstand in der Vendée gegen die republikanischen Truppen. Nach ihrer Gefangennahme 1832 und achtmonatiger Einkerkerung, konnte sie nach Belgien fliehen und kehrte von dort 1834 nach Italien zurück, wo sie sich bis zu ihrem Lebensende in Florenz niederließ. In ihrem Atelier entstanden Arbeiten, von denen sie auf dem Pariser Salon 1842 das Marmorbasrelief Judith mit dem Haupt des Holofernes zeigte und 1852 das Bronzerelief Der Kampf Jarnacs mit La Châtaignerie. Auf der Pariser Weltausstellung 1855 stellte sie die Gruppe Das Martyrium der hl. Dorothea vor.
Félicie de Fauveau arbeitete mit verschiedenen Materialien wie Marmor, Holz, Bronze, Eisen und Stahl. Es entstanden neben Bildnissen, Skulpturen, Reliefs und einigen Weihbrunnen auch ziselierte Waffen und Degenstichblätter, die sie im Zeitgeschmack des Historismus im Troubadour-Stil fertigte – einer französischen Variante der Neugotik. Die meisten Werke sind in Privatbesitz, vor allem in England, Italien und Russland.

Werke von Félicie de Fauveau
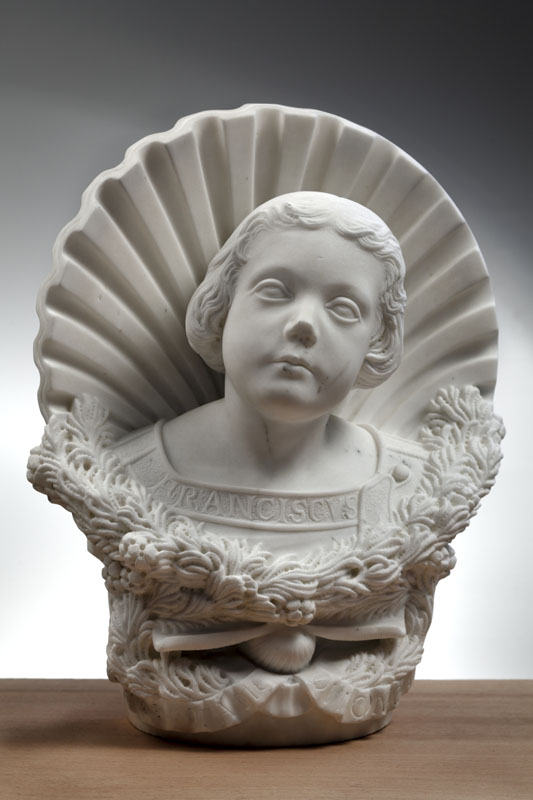
Grabbüste eines Kindes (nach 1833), Musée des Augustins de Toulouse
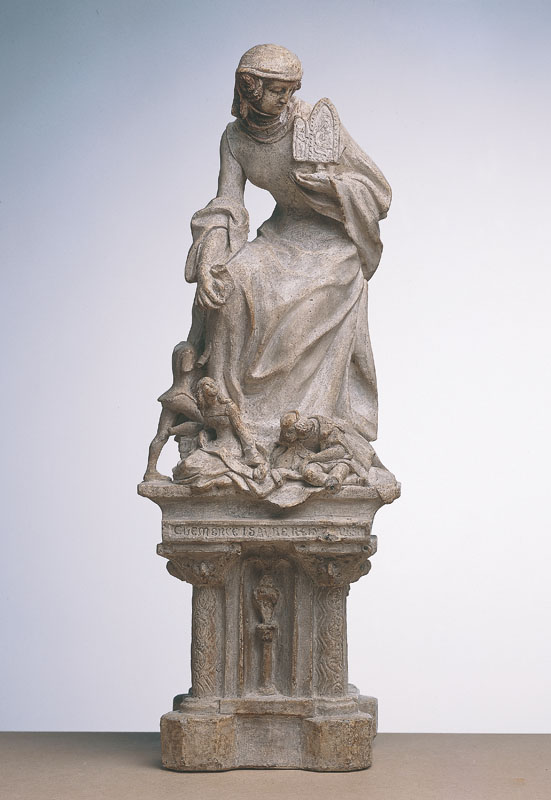
Modell für ein Denkmal für Clémence Isaure (1845), Musée des Augustins de Toulouse
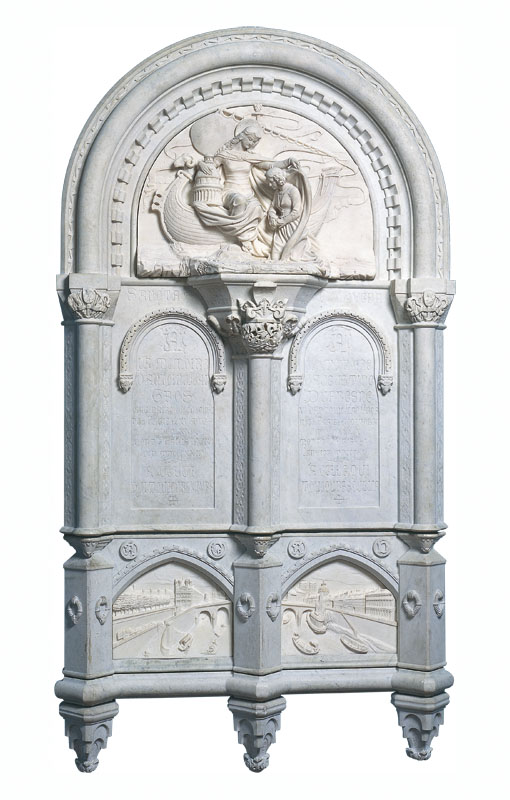
Denkmal für Antoine-Jean Gros (1847), Musée des Augustins de Toulouse
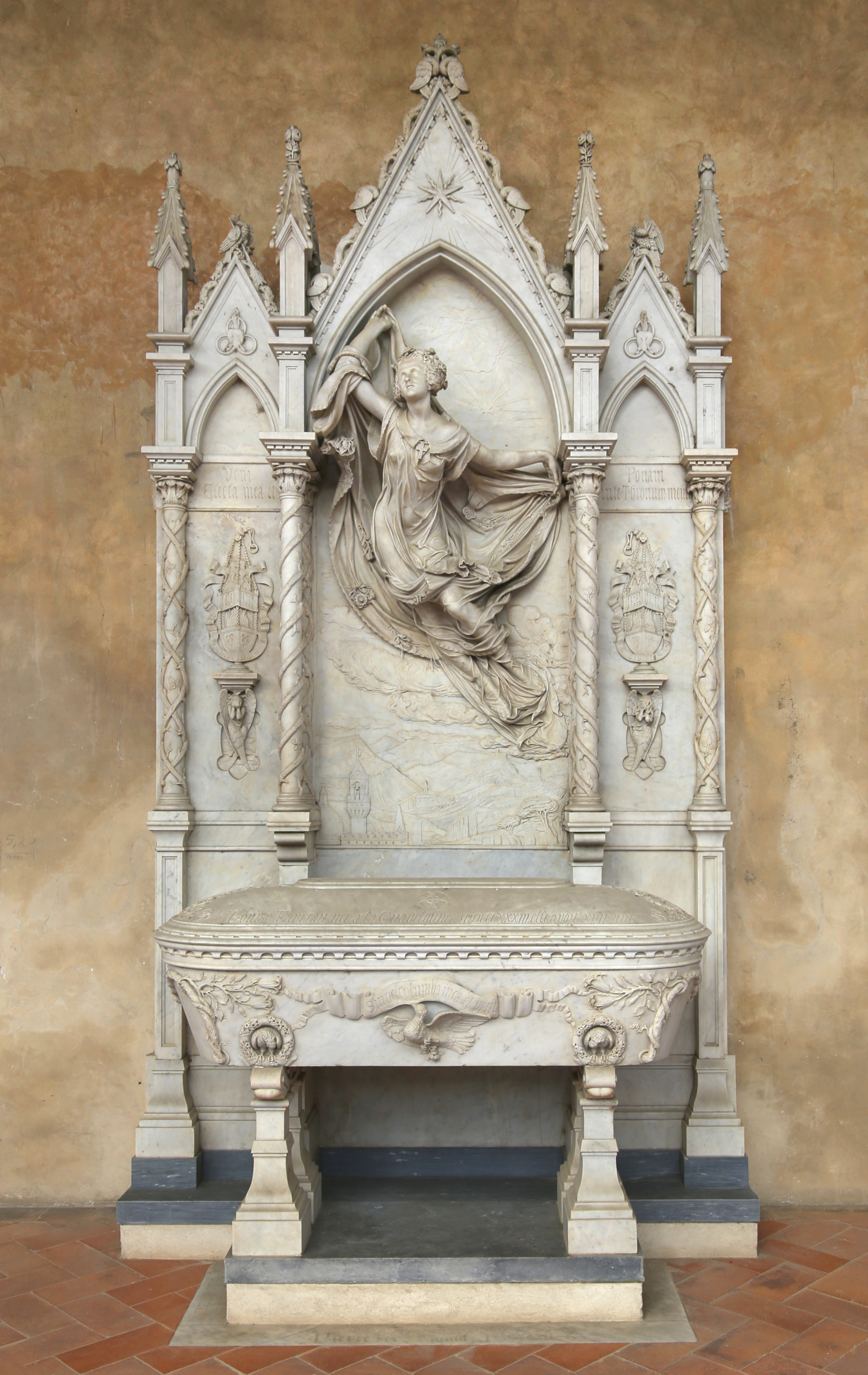
Grabmal für Louise Favreau (1854), Santa Croce, Florenz
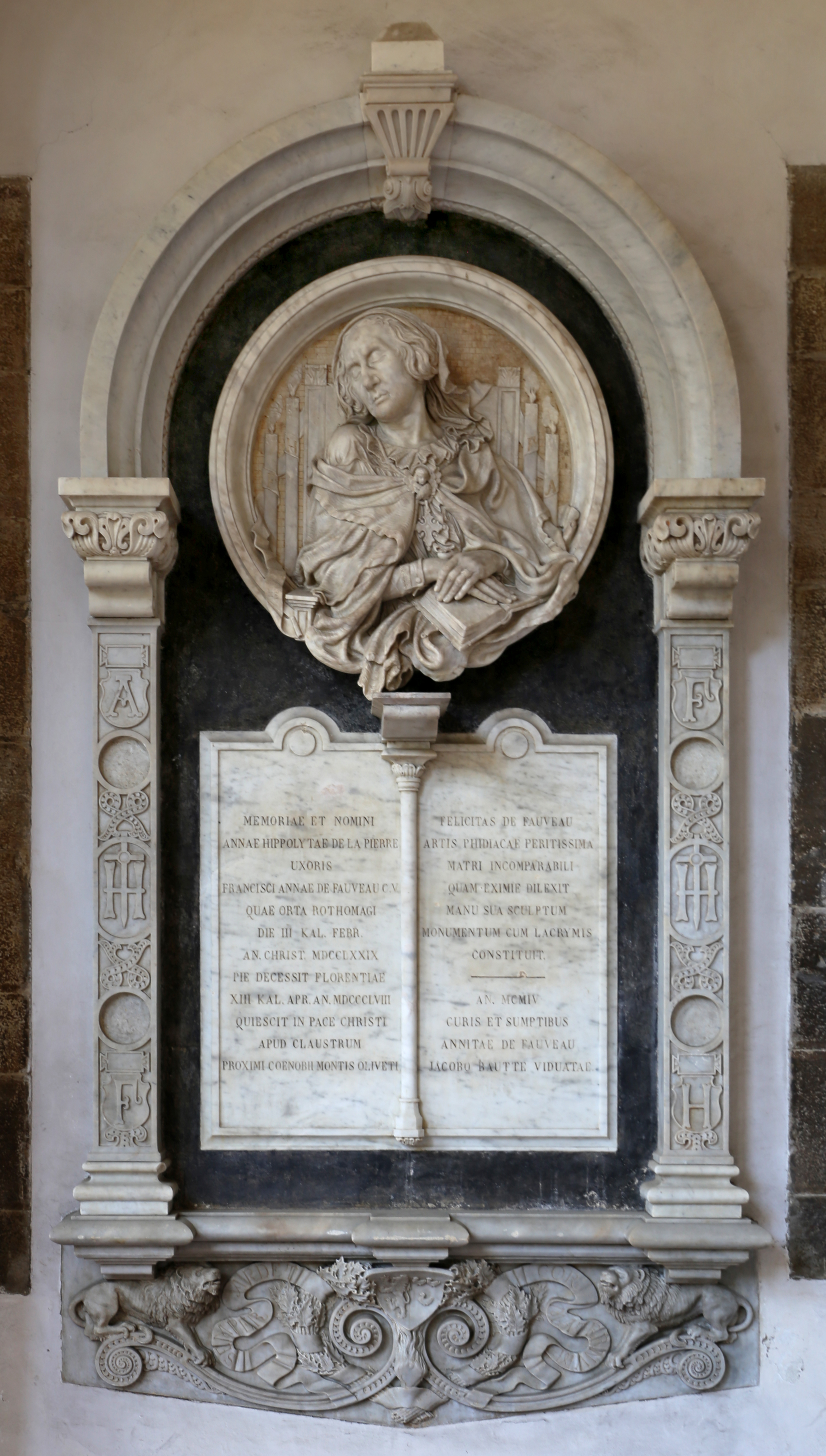
Grabmal für Anna de Fauveau (1859), Santa Maria del Carmine, Florenz

## Werke (Auswahl)
- Francesca da Rimini
- L’Abbé, 1829, Musée municipal de Louviers (Stadtmuseum Louviers), Louviers
- Christina et Monaldeschi, 1829, Musée municipal de Louviers
- Relief am Denkmal des Malers Antoine Jean Gros und seiner Frau Augustine Dufresne, 1837, Musée des Augustins, Toulouse
- Marmorbasrelief Judith mit dem Haupt des Holofernes, 1842
- Dame mit Windhund, 1846, Orangerieschloss, Potsdam
- Denkmal des Malers Antoine Jean Gros mit der heiligen Genoveva, 1847, in Zusammenarbeit mit ihrem Bruder Hippolyte de Fauveau, Musée des Augustins
- Dante-Denkmal, 1847[2]
- Der Kampf Jarnacs mit La Châtaignerie, 1852
- Das Martyrium der hl. Dorothea, 1855
- Grabbüste eines Kindes, Musée des Augustins
- Dolch der russischen Großfürstin Maria Nikolajewna Romanova, Louvre, Paris
- Ringkragen,[3] um 1830/32 angefertigt für Marie Caroline de Bourbon-Deux Sicile, duchesse de Berry
- Grabmal für Louise de Favreau, in der Kirche Santa Croce, Florenz
- Grabmal für Harriet Webster Pellew (Erste Frau des Admirals Hon. Fleetwood  Broughton Reynolds Pellew), 1849, Cimitero degli Inglesi (sog. „Englischer Friedhof“), Florenz
- Grabmal für Charles Lyon Herbert, 1855, Cimitero degli Inglesi